# 前250年代
| 千纪： | 前1千纪 |
| 世纪： | 前4世纪 \| 前3世纪 \| 前2世纪                                                                              |
| 年代： | 前280年代 \| 前270年代 \| 前260年代 \| 前250年代 \| 前240年代 \| 前230年代 \| 前220年代                    |
| 年份： | 前259年 \| 前258年 \| 前257年 \| 前256年 \| 前255年 \| 前254年 \| 前253年 \| 前252年 \| 前251年 \| 前250年 |

前250年代從前259年1月1日開始，於前250年12月31日結束。

## 大事记
- 公元前259年，魏齊自殺。趙斬其首獻秦相范睢。
- 公元前258年，秦五大夫王陵攻趙都邯鄲，楚使大將黃歇救趙，魏使大將晉鄙救趙。
- 公元前258年，燕武成王卒，子燕孝王嗣位。
- 公元前257年，秦昭襄王殺白起。
- 公元前257年，魏信陵君大敗秦軍於邯鄲城下。
- 公元前257年，秦太子柱之子異人質於趙，在呂不韋帮助下逃歸秦。
- 公元前256年，秦灭周，周朝亡。楚國攻滅魯國。漢高帝劉邦出生。
- 公元前255年，秦應侯范睢辭相。蔡澤繼任相國，數月亦免。
- 公元前255年，楚任荀況為蘭陵縣令。
- 公元前255年，秦灭西周国。
- 公元前255年，燕孝王卒，子燕王喜嗣位。
- 公元前254年，魏屈服，降為秦之屬國。韓桓惠王赴秦朝覲。
- 公元前252年，魏殺衛懷君，立其弟衛元君。
- 公元前251年，秦昭襄王卒，子秦孝文王嗣位。趙平原君趙勝卒。
- 公元前250年，秦孝文王卒，子秦莊襄王嗣位。張良誕生

## 出生
- 前256年，劉邦，漢朝（西漢）第一代皇帝